# Mănăstirea Hilandar

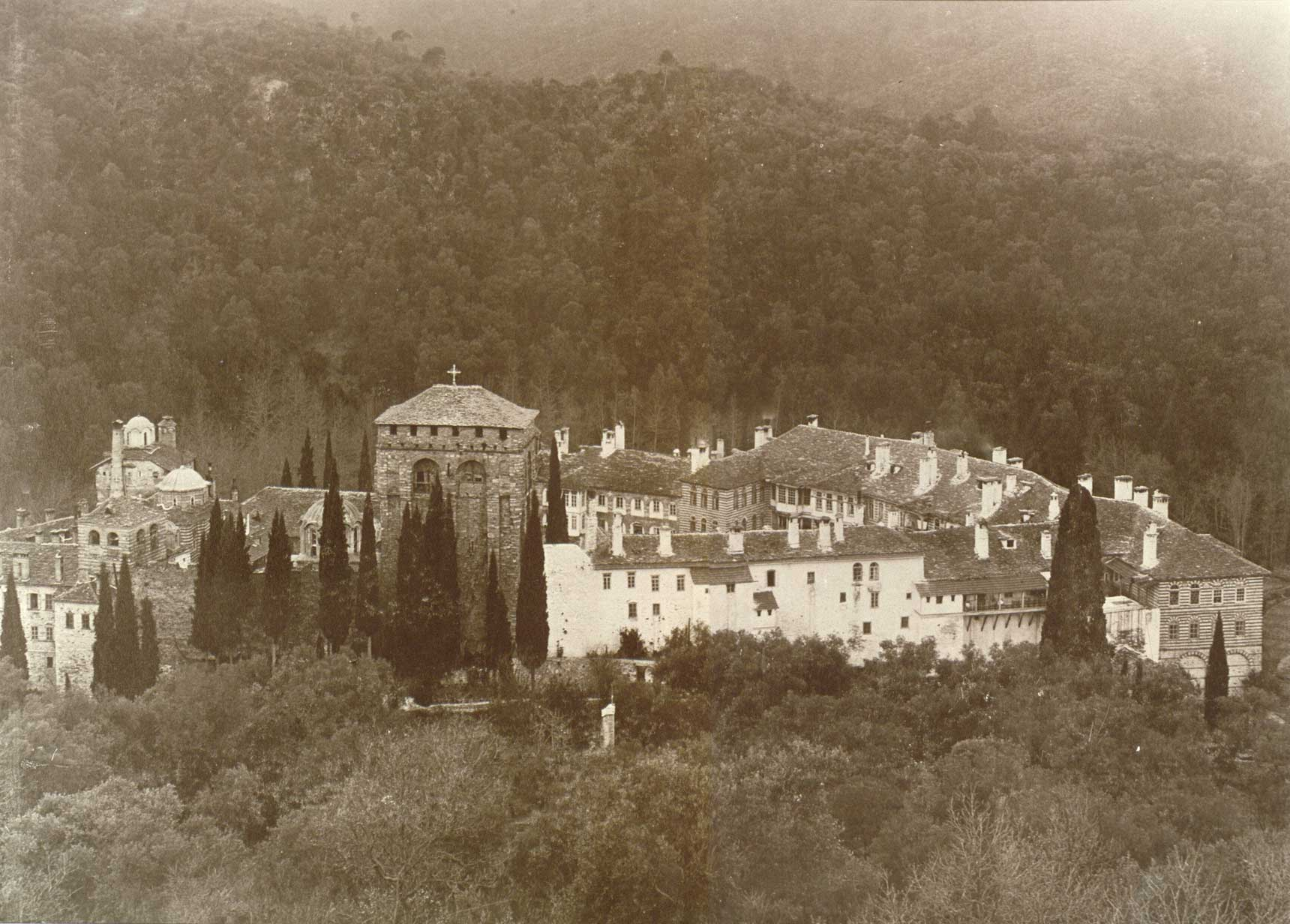
Mănăstirea Hilandaru (1896)

Mănăstirea Hilandar (în greacă Χιλανδαρίου) este o mănăstire de pe Muntele Athos.
Mănăstirea a fost construită la inițiativa Sfântului Sava, care a devenit călugăr pe Muntele Athos în 1191. Este situată în partea de nord a Muntelui Athos.
În 1196, Ștefan Nemanja a abdicat în favoarea fiului său mijlociu Ștefan Nemanjić și a plecat în cele din urmă pe Muntele Athos, unde a devenit călugăr și a luat numele de Simeon. Împreună cu fiul său mai mic, Sfântul Sava, Nemanja a restaurat Mănăstirea Hilandar de pe Muntele Athos în perioada 1198-1999 și a emis „Carta de la Hilandar” (sârbă: Хиландарска повеља). Mănăstirea a devenit ulterior leagănul Bisericii Ortodoxe Sârbe.
Mănăstirea se află la 2,5 km de Marea Egee.
Hilandar se află pe locul 4 în ierarhia Muntelui Athos din punct de vedere al importanței. Privită din exterior, mănăstirea are aspectul unei cetăți medievale, deoarece este fortificată cu metereze care au înălțimi de până la 30 m. Mănăstirea a fost fortificată în acest fel, deoarece în trecut, ca și alte așezări monahale fortificate de pe Sfântul Munte, a trebuit să se apere de pirați.